# Stora Gäddetjärnet (Töftedals socken, Dalsland)
Stora Gäddetjärnet är en sjö i Dals-Eds kommun i Dalsland och ingår i Örekilsälvens huvudavrinningsområde.